# Guy Gnabouyou
Guy Kassa Gnabouyou (Marseille, 1 december 1989) is een Franse voetballer (aanvaller) van Ivoriaanse afkomst die sinds 2007 voor de Franse eersteklasser Olympique Marseille uitkomt.

## Carrière
- 2005-2007: Olympique Marseille (jeugd)
- 2007- 2010: Olympique Marseille
- 2010-2011: US Orléans
- 2010-2011: Paris FC